# Niek Kimmann
Niek Kimmann (Lutten, 20 de mayo de 1996) es un deportista neerlandés que compite en ciclismo en la modalidad de BMX.
Participó en dos Juegos Olímpicos de Verano, obteniendo una medalla de oro en Tokio 2020, en la carrera masculina, y el séptimo lugar en Río de Janeiro 2016.
Ganó siete medallas en el Campeonato Mundial de Ciclismo BMX entre los años 2015 y 2024, y dos medallas de oro en el Campeonato Europeo de Ciclismo BMX, en los años 2019 y 2023.

## Palmarés internacional
| Juegos Olímpicos   | Juegos Olímpicos           | Juegos Olímpicos | Juegos Olímpicos |
| Año                | Lugar                      | Medalla          | Competición      |
| ------------------ | -------------------------- | ---------------- | ---------------- |
| 2020               | Tokio (Japón)              | Medalla de oro   | Carrera          |
| Campeonato Mundial |                            |                  |                  |
| Año                | Lugar                      | Medalla          | Competición      |
| 2015               | Zolder (Bélgica)           | Medalla de oro   | Carrera          |
| 2015               | Zolder (Bélgica)           | Medalla de plata | Contrarreloj     |
| 2016               | Medellín (Colombia)        | Medalla de oro   | Contrarreloj     |
| 2016               | Medellín (Colombia)        | Medalla de plata | Carrera          |
| 2019               | Heusden-Zolder (Bélgica)   | Medalla de plata | Carrera          |
| 2021               | Papendal (Países Bajos)    | Medalla de oro   | Carrera          |
| 2024               | Rock Hill (Estados Unidos) | Medalla de plata | Carrera          |
| Campeonato Europeo |                            |                  |                  |
| Año                | Lugar                      | Medalla          | Competición      |
| 2019               | Valmiera (Letonia)         | Medalla de oro   | Carrera          |
| 2023               | Besanzón (Francia)         | Medalla de oro   | Carrera          |